# Кэмпбелтаун (аэропорт)
Аэропорт Кэмпбелтаун (англ. Campbeltown Airport, галис. Port-adhair Ceann Loch) (ИАТА: CAL, ИКАО: EGEC) расположен в 5.6 км к западу от Кэмпбелтауна, недалеко от окончания полуострова Кинтайр в западной части Шотландии. На данный момент принадлежит Министерству Обороны, которое осуществляет его обслуживание и поддержание состояния, однако часть аэродрома управляется коммерческим оператором Highlands and Islands Airports Limited, компанией, находящейся под контролем властей Шотландии.
Аэропорт ранее был известен как RAF Machrihanish (по названию деревни Махриханиш), Здесь базировались эскадрильи Королевских ВВС и других ВВС стран НАТО, а также Корпус морской пехоты США. Современное название авиабазы — MoD Machrihanish. Аэропорт находится в стратегически важном месте Ирландского моря, и использовался для того, чтобы нести охрану входа в Ферт-оф-Клайд, где американские ядерные подводные лодки базировались в заливе Холи Лох и где подводные лодки Королевского флота с ракетами «Трайдент» всё ещё базируются в HMNB Clyde (Морская база Фаслейн).
Исключительное использование аэропорта военными закончилось в 1997.
Взлётно-посадочная полоса 11/29 длиной 3,049 м является самой длинной полосой гражданского аэропорта в Шотландии. Она была построена во время Второй мировой войны для приёма тяжёлых самолётов, совершавших трансатлантические перелёты и сертифицирована для посадки Спейс Шаттл в случае вынужденной посадки в Европе, а также специальной модификации Boeing 747 для его перевозки.
Аэродром Кэмпбелтаун имеет обычную лицензию (номер P808), которая разрешает пассажироперевозки и обучение полётам по патенту Highlands & Islands Airports Limited.

## Авиакомпании и назначения
- British Airways
  - оператор Loganair (Глазго) (до 25 октября)
- Flybe
  - оператор Loganair (Глазго) (с 26 октября)